# Christina Range
Christina Range är ett berg i Kanada.   Det ligger i provinsen British Columbia, i den södra delen av landet, 3 200 km väster om huvudstaden Ottawa. Toppen på Christina Range är 1 437 meter över havet, eller 46 meter över den omgivande terrängen. Bredden vid basen är 0,84 km.
Terrängen runt Christina Range är kuperad västerut, men österut är den bergig. Terrängen runt Christina Range sluttar västerut. Trakten runt Christina Range är nära nog obefolkad, med mindre än två invånare per kvadratkilometer.. Det finns inga samhällen i närheten.
I omgivningarna runt Christina Range växer i huvudsak barrskog.